# Andrei Igorov
Andrei Igorov, né le 10 décembre 1939 à Brăila (Roumanie) et mort le 10 novembre 2011, est un céiste roumain. En activité dans les années 1960, il pratique la course en ligne.

## Palmarès

### Jeux olympiques
- Jeux olympiques de 1964 à Tokyo :
  -  Médaille d'argent en C-1 1 000 m

### Championnats du monde
- Championnats du monde de course en ligne de canoë-kayak de 1963 à Jajce :
  -  Médaille d'argent en C-1 10 000 m